# Leuchtfeuer Märket

Karte von Märket mit Grenzverlauf

Das Leuchtfeuer Märket (finnisch Märketin majakka, schwedisch Märkets fyr) befindet sich auf dem gleichnamigen flachen Felsen, der sich auf einer Fläche von etwa drei Hektar zwischen dem schwedischen Festland und den finnischen Åland-Inseln aus der Ostsee erhebt.
Die wiederkehrende Kennung des Leuchtfeuers besteht aus einem fünf Sekunden langen Blitzfeuer (englisch Flash – Fl.W.5s) mit einer Blitzdauer von 0,4 s und einer Pause von 4,6 s.
Die Schäre Märket ist ein flacher, stark zerklüfteter Felsen. Da die höchste natürliche Erhebung nicht mehr als zwei Meter misst, wird der Felsen schon bei stärkerem Seegang vollständig überspült. Seit seiner ersten Vermessung im Jahre 1810 hat Märket infolge der isostatischen Landhebung circa 30 % an Fläche hinzugewonnen. Der Felsen ist nahezu kahl, nur an wenigen geschützten Stellen konnten mehrere vorwiegend halophile Pflanzenarten nachgewiesen werden.

## Lage
Märket gehört zu beinahe gleichen Teilen zu Schweden (Westteil) und Finnland (Ostteil) und ist damit die weltweit kleinste Meeresinsel mit einer internationalen Grenze (vgl. Liste geteilter Inseln). Märket ist auch der einzige Ort, an dem Schweden und Åland eine direkte Landgrenze miteinander haben, und gleichzeitig der einzige Ort, an dem die finnische Provinz Åland überhaupt eine Landgrenze hat. Doch es verlaufen noch mehr Grenzen auf der kleinen Insel. Auf der schwedischen Seite ist Märket zusätzlich noch auf die Gemeinden Norrtälje (Südwesten) und Östhammar (Nordwesten) und somit auch in die Provinzen Stockholms län und Uppsala län aufgeteilt. Auf åländischer Seite gehört die Insel zur Gemeinde Hammarland. Märket ist zudem der westlichste Punkt Finnlands.

## Geschichte
Nach dem Ende des Russisch-Schwedischen Krieges im Jahr 1809 musste Schweden als Bedingung aus dem Vertrag von Fredrikshamn Finnland an Russland abtreten. In diesem Zusammenhang wurde auch die bis dahin vollständig zu Schweden gehörende Insel Märket geteilt. Russland errichtete Mitte des 19. Jahrhunderts ein Leuchtfeuer, irrtümlicherweise allerdings auf der schwedischen Seite. Die daraus resultierenden Verwicklungen konnten erst 1985 durch einen Gebietsaustausch zwischen Schweden und Finnland auf der Insel bereinigt werden. 1884 entwarf der finnische Architekt Georg  Schreck (1859–1925) den Leuchtturmkomplex mit dem dreistöckigen Wärterhaus, der vom Senat bestätigt wurde. Die Bauarbeiten  begannen im Mai 1885 unter dem Baumeister Wilhelm Eriksson. Schwere Stürme verhinderten die Bauarbeiten und erst unter der Bauleitung des Architekten konnte das Leuchtturmgebäude im November 1885 fertiggestellt werden.
Die erste lichtoptische Anlage wurde mit Kerosin betrieben und bestand aus einem Fresnel-Linsensystem der französischen Firma Barbier & Fenestre (Frédéric D. Barbier (1834–1912), Stanislas Fenestre (1836–1887) 1862 gegründet, 1887 in Barbier et Cie und 1889 in Barbier und Bénard umbenannt und mit Paul Turenne (1869–1944), seit 1901 BBT), das aus 448 verschiedenen Linsen und Prismen bestand. Das drehbare Linsensystem wurde durch ein Uhrwerk mit einem Gegengewicht angetrieben, das alle drei Stunden hochgezogen wurde.
Das Lichtsystem wurde mehrfach modernisiert und das Gebäude mit steinernen Wellenbrechern (1886–1887) gesichert und durch ein Lagerhaus (1889) sowie einem Maschinenhaus mit darunterliegendem Bootshaus (1955) erweitert. Bis 1977 war die Leuchtfeuerstation mit einer wechselnden Wärtermannschaft bemannt.
Die Leuchtturmwärter waren:
- Viktor Johan Eriksson (1885–1912)
- Karl Johan Mattson (1913–1939)
- Daniel Söderblom (1940, vorübergehend)
- Georg Adolf Tengström (1940–1942)
- Karl Johannes Hammarberg (1942–1956)
- Julius Ragnar Eriksson (1956–1977)

Bilder des Leuchtfeuers Märket
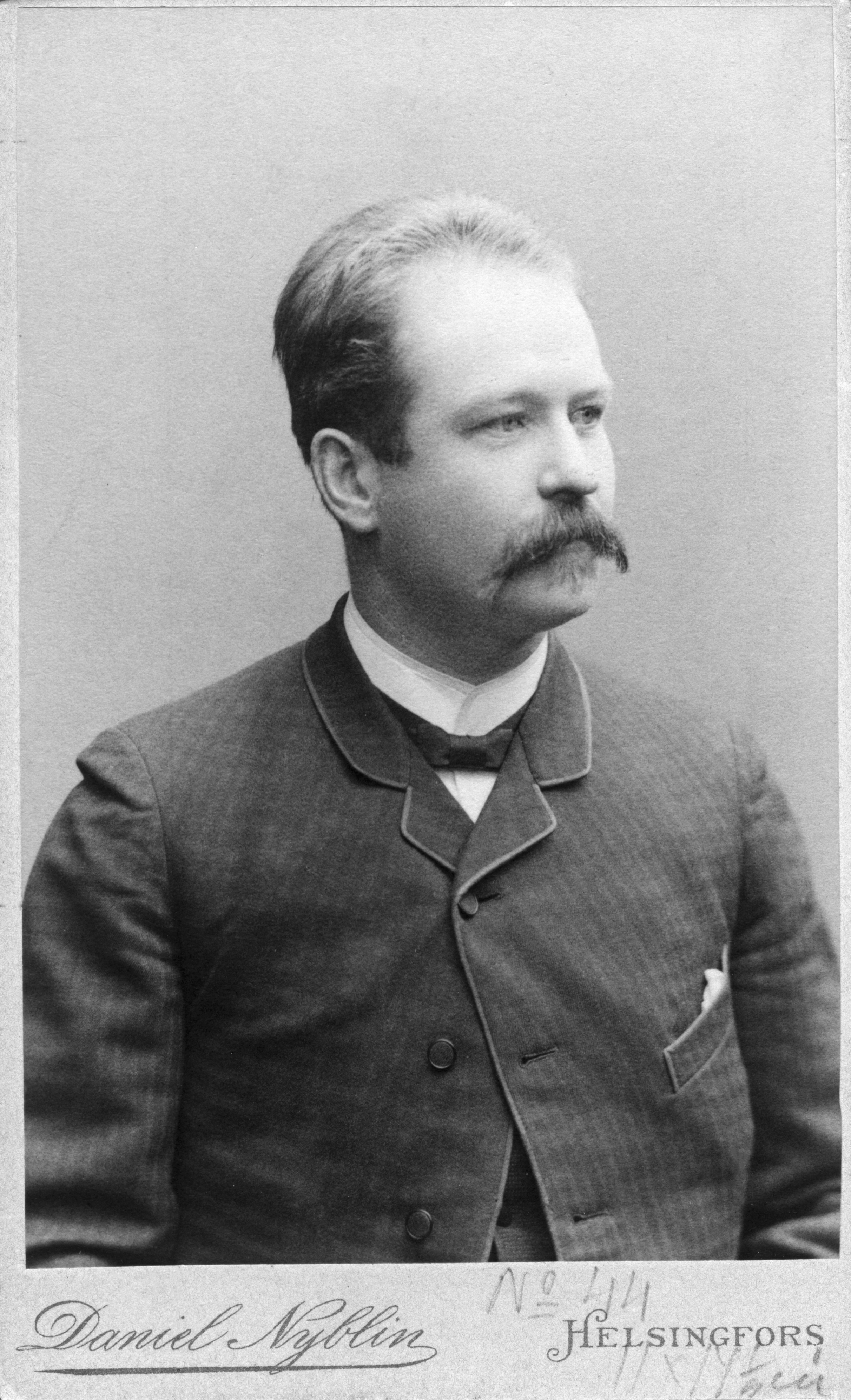
Architekt Georg Schreck (1859–1925)
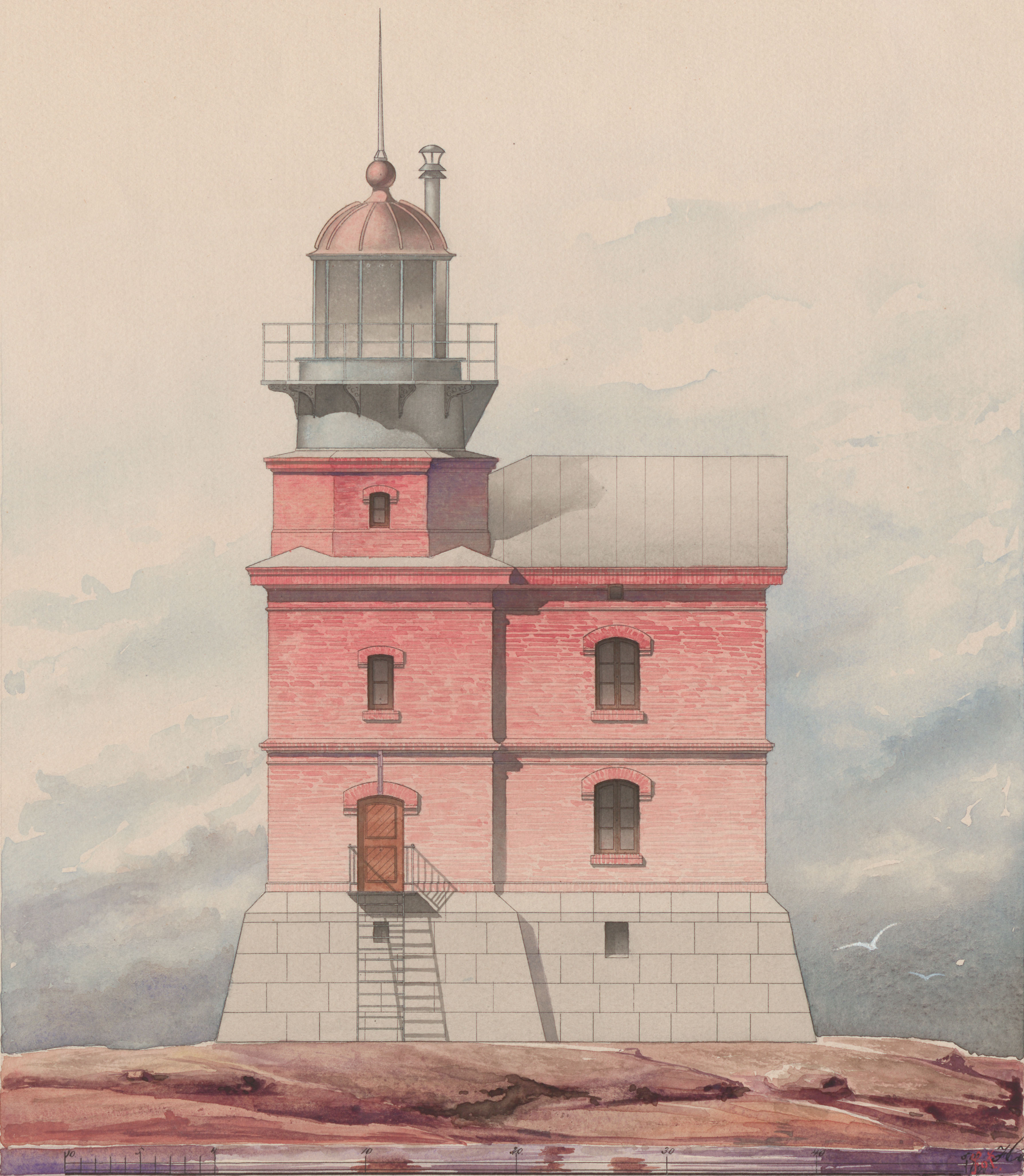
Architektenzeichnung, 1884
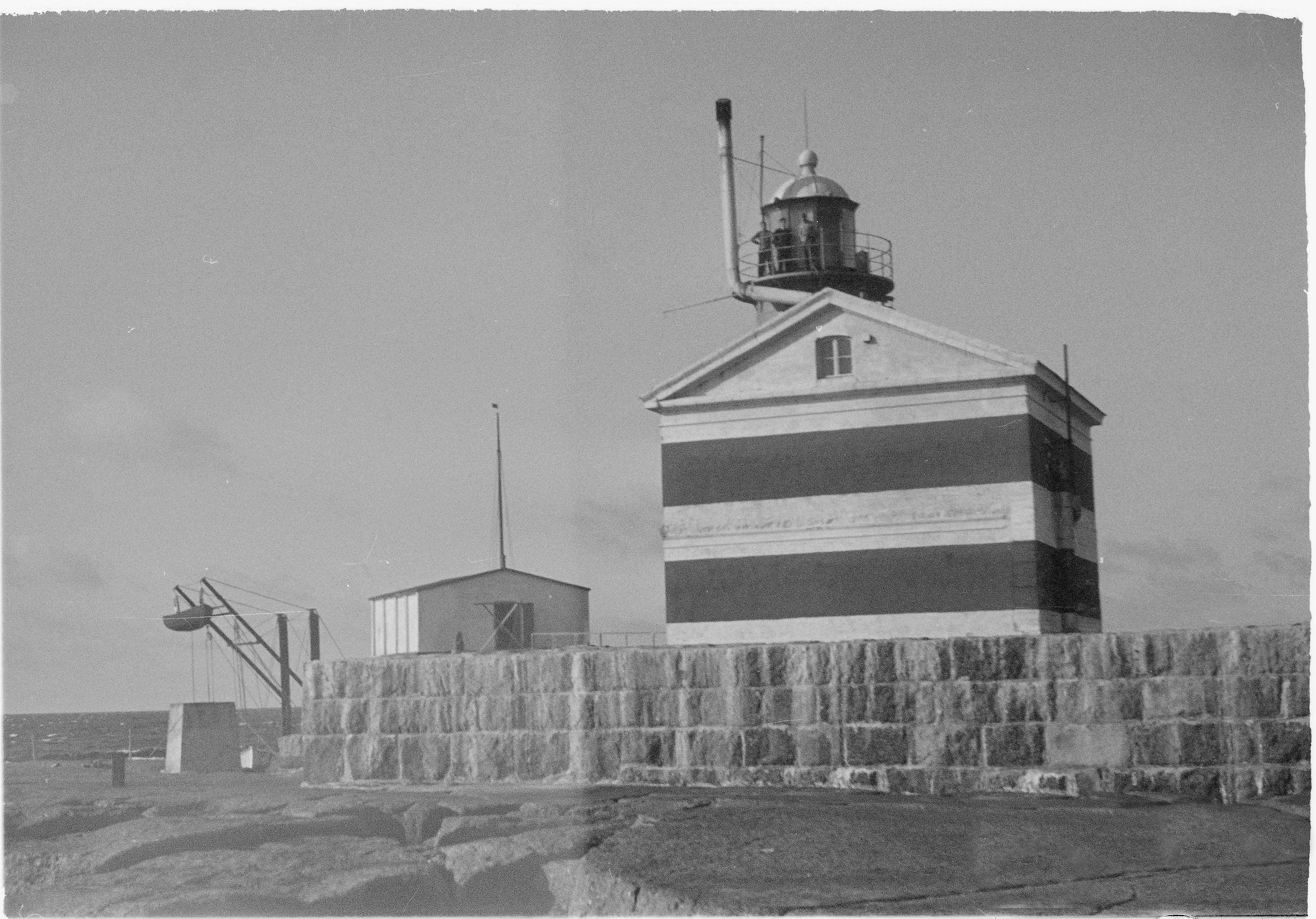
Märket Leuchtturm mit Wärterhaus, 1942
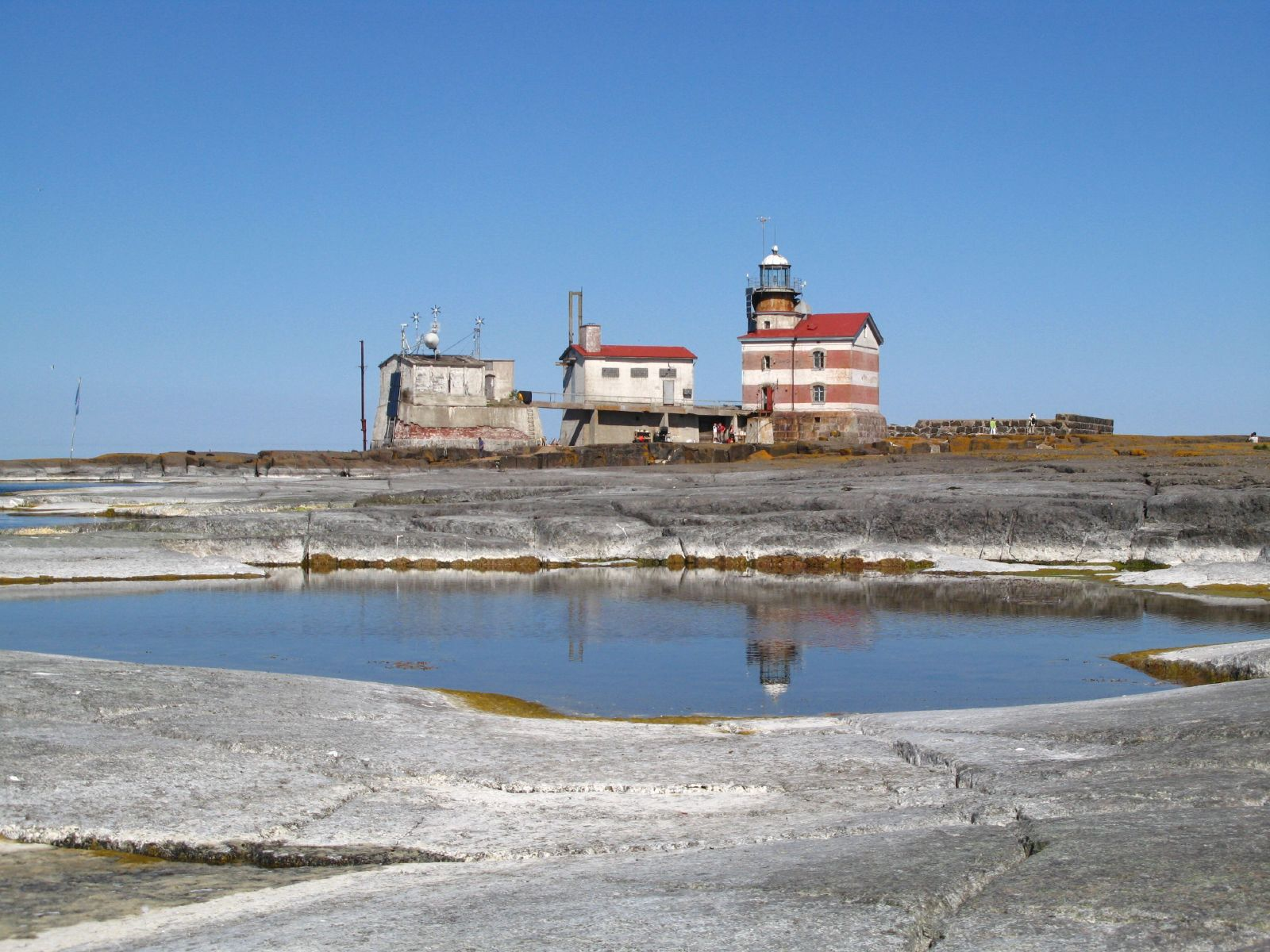
Märket-Felseninsel mit Leuchtturmgebäuden, 2007

## Leuchtturm heute
Neben einem Leuchtfeuer besteht eine automatische Wetterstation sowie eine Station für Navigationssysteme. Der åländische Museumsverein hatte in Zusammenarbeit mit der finnischen Leuchtturmgesellschaft den Leuchtturm Märket von Mai bis August/September 2007 wieder bemannt. In dieser Zeit wurden Führungen durch den Leuchtturm und über die Insel angeboten. Die Einnahmen wurden für die dringend notwendige Renovierung des Leuchtturms eingesetzt. Fahrten nach Märket starten von Käringsund (Eckerö, Åland) aus und dauern etwa 1 Stunde 45 Minuten pro Strecke. Auf Märket kann nur bei ruhiger See angelandet werden, weil es keinen Anlegeplatz für Schiffe gibt und die Insel nur durch Ausbooten erreicht werden kann. Märket ist nicht dauerhaft bewohnt, obwohl sich drei gemauerte Gebäude auf heute finnischem Territorium befinden.

## Numismatische Würdigung
Mit dem Leuchtturm als Abbild von Märket wurde 1992 durch Posten Åland in einem Briefmarkensatz eine Briefmarke mit einem Nominal von 2,10 Fmk herausgegeben.

## Besonderheit
Wegen seiner relativ isolierten Lage wird der finnische Teil von Märket im Amateurfunk im Zusammenhang mit dem Erwerb von Diplomen traditionell als eigenständige geographische Entität angesehen. Auf Antrag darf beim Betrieb aus diesem Gebiet der spezielle Amateurfunkpräfix OJØ verwendet werden (sonst OHØ wie für die Åland-Inseln). Diese Besonderheit (normalerweise gelten ganze Länder als eine Entität) lockt immer wieder Funkamateure zu sogenannten DXpeditionen nach Märket, die jeweils lebhaften Funkverkehr mit sich bringen.